# Hylobates
Hylobates, è un genere di primati della famiglia Hylobatidae, i cui componenti sono comunemente chiamati Gibboni. Raggruppa sei differenti specie.

## Descrizione
Gli individui di questo genere sono caratterizzati da un corredo di 44 cromosomi.Con un peso che varia da 4,5 a 7 kg, i gibboni del genere Hylobates sono i più piccoli della famiglia. Il colore è particolarmente variabile e può essere nero, marrone o grigio-giallastro. Il dimorfismo sessuale è poco pronunciato, con le femmine di dimensioni simili a quelle dei maschi.

## Biologia e comportamento
L'attività è diurna. Questi gibboni conducono vita arboricola: la locomozione avviene per brachiazione e raramente scendono al suolo. Vivono in piccoli gruppi familiari, costituiti da coppie monogame e prole, con un proprio territorio ben definito. 

### Voce
I gibboni sono noti per la produzione di elaborati modelli di vocalizzazione, specie-specifici e sesso-specifici.
Nella maggior parte delle specie le coppie di gibboni combinano i loro vocalizi secondo pattern costanti producendo dei veri e propri duetti. Al canto dei gibboni sono state attribuite diverse funzioni, per lo più legate al controllo del territorio e al consolidamento dei legami familiari.

### Alimentazione
La dieta è basata sulla frutta, ma include anche foglie, altri alimenti vegetali e piccoli animali.

### Riproduzione e sviluppo
La gestazione dura approssimativamente sette mesi e si conclude in genere con la nascita di un solo piccolo. Le cure parentali durano un paio di anni e la maturità sessuale è raggiunta ad un'età variabile tra 6 e 8 anni.

## Distribuzione e habitat
Il genere Hylobates ha un ampio areale nel Sud-est asiatico, che comprende il Borneo, Sumatra e la parte occidentale di Giava. Sul continente esso è limitato ad ovest dal fiume Saluen e ad est dal Mekong, includendo anche zone della Cina meridionale.
L'habitat è costituito dalla foresta pluviale tropicale.

## Tassonomia
In passato era considerato l'unico genere della famiglia degli Hylobatidae, ma recentemente
i generi Hoolock, Nomascus e Symphalangus sono stati elevati al rango di generi a sé stanti.
Comprende le seguenti specie:
- Hylobates lar - gibbone dalle mani bianche
- Hylobates agilis - gibbone agile
- Hylobates muelleri - gibbone di Müller
- Hylobates moloch - gibbone cinerino o gibbone di Giava
- Hylobates pileatus - gibbone dal berretto
- Hylobates klossii - gibbone delle Mentawai